# Alessandro Faria
Alessandro Faria, mais conhecido como Bill, (Porto Alegre, 7 de junho de 1978), é um ex-futebolista brasileiro naturalizado togolês que atuava como atacante.
Foi contratado pelo BSV Rehden da Alemanha em novembro de 2007 e retornou ao Brasil em setembro de 2008 para atuar no Oeste de Chapecó.

## Carreira internacional
Bill fez sua estréia na Seleção Togolesa em 8 de junho de 2003. Em 2004, num jogo válido pela Copa das Nações Africanas contra a Seleção de Cabo Verde disputado na cidade de Lomé capital do Togo, Les Eperviers (apelido da Seleção Togolesa de Futebol) venceram por 5–2 e Bill marcou um dos gols.
Bill também jogou por Togo contra o clube Asante Kotoko de Gana, em um jogo amistoso em 29 de junho de 2003 no Estádio de Kégué, Lomé.

## Gols internacionais
| # | Data                | Estádio           | Adversário | O gol | Resultado | Competição                |
| - | ------------------- | ----------------- | ---------- | ----- | --------- | ------------------------- |
| 1 | 8 de junho de 2003  | Kégué, Lomé, Togo | Cabo Verde | 1 – 0 | 5 - 2     | Copa das Nações Africanas |
| 2 | 22 de junho de 2003 | Kégué, Lomé, Togo | Quênia     | 1 – 0 | 2 - 0     | Copa das Nações Africanas |
| 3 | 22 de junho de 2003 | Kégué, Lomé, Togo | Quênia     | 2 – 0 | 2 - 0     | Copa das Nações Africanas |